# Championnat de Nouvelle-Zélande de football 1983
Navigation
Saison précédente Saison suivante
La saison 1983 du Championnat de Nouvelle-Zélande de football est la 14e édition du championnat de première division en Nouvelle-Zélande. La NSL (National Soccer League) regroupe douze clubs du pays au sein d'une poule unique, où ils s'affrontent deux fois au cours de la saison, à domicile et à l'extérieur. À la fin de la compétition, le dernier du classement dispute une poule de promotion-relégation avec le champion de chacune des trois ligues régionales, afin de se disputer la dernière place parmi l'élite.
C'est le club de Manurewa AFC qui remporte la compétition après avoir terminé en tête du classement final, avec huit points d'avance sur le club de North Shore United AFC et neuf sur l'un des clubs promus, le Papatoetoe AFC}. C'est le tout premier titre de champion de Nouvelle-Zélande de l'histoire du club.

## Les clubs participants
| - Nelson United - Promu de D2 - Christchurch United AFC - Papatoetoe AFC - Promu de D2 - Napier City Rovers - North Shore United AFC - Dunedin City | - Gisborne City AFC - Dunedin Technical AFC - Promu de D2 - Mount Wellington AFC - Wellington Diamond United - Manurewa AFC - Miramar Rangers |

## Compétition

### Classement
À compter de cette saison, la victoire ne vaut plus 2 mais désormais 3 points. Le barème utilisé pour établir le classement est donc le suivant :
- Victoire : 3 points
- Match nul : 1 point
- Défaite : 0 point

| Rang | Équipe                       | Pts | J  | G  | N | P  | Bp | Bc | Diff |
| ---- | ---------------------------- | --- | -- | -- | - | -- | -- | -- | ---- |
| 1    | Manurewa AFC                 | 44  | 22 | 13 | 5 | 4  | 46 | 23 | +23  |
| 2    | North Shore United AFC       | 36  | 22 | 10 | 6 | 6  | 40 | 27 | +13  |
| 3    | Papatoetoe AFC (P)           | 35  | 22 | 10 | 5 | 7  | 29 | 27 | +2   |
| 4    | Mount Wellington AFC (T) (C) | 32  | 22 | 9  | 5 | 8  | 31 | 26 | +5   |
| 5    | Christchurch United AFC      | 32  | 22 | 9  | 5 | 8  | 41 | 37 | +4   |
| 6    | Wellington Diamond United    | 32  | 22 | 8  | 8 | 6  | 29 | 25 | +4   |
| 7    | Miramar Rangers              | 32  | 22 | 8  | 8 | 6  | 36 | 33 | +3   |
| 8    | Napier City Rovers AFC       | 30  | 22 | 8  | 6 | 8  | 29 | 26 | +3   |
| 9    | Dunedin City                 | 29  | 22 | 9  | 2 | 11 | 23 | 31 | -8   |
| 10   | Gisborne City AFC            | 28  | 22 | 7  | 7 | 8  | 27 | 29 | -2   |
| 11   | Nelson United AFC (P)        | 27  | 22 | 8  | 3 | 11 | 28 | 34 | -6   |
| 12   | Dunedin Technical AFC (P)    | 7   | 22 | 1  | 4 | 17 | 18 | 59 | -41  |

|  | Champion de Nouvelle-Zélande 1983                                                       |
|  | Participation au barrage de promotion-relégation                                        |
|  | (T) : Tenant du titre (C) : Vainqueur de la Coupe de Nouvelle-Zélande (P) : Promu de D2 |

## Bilan de la saison
| Championnat de Nouvelle-Zélande de football 1983                             |                          |
| Champion                                                                     | Manurewa AFC (1er titre) |
| Coupes et trophées                                                           |                          |
| Vainqueur de la Coupe de Nouvelle-Zélande 1983                               | Mount Wellington AFC     |
| Promotions et relégations                                                    |                          |
| Promus en Championnat de Nouvelle-Zélande de football                        | Auckland University AFC  |
| Relégués en Championnat de Nouvelle-Zélande de football de deuxième division | Dunedin Technical AFC    |